# Colonel Sanders
Harland David Sanders (Henryville, 9 september 1890 - Louisville, 16 december 1980), beter bekend als Colonel Sanders, was een Amerikaans ondernemer. In 1952 richtte hij de fastfoodketen Kentucky Fried Chicken op. Het bedrijf gebruikt zijn portret als mascotte.

## Biografie
Sanders werd geboren in een presbyteriaans gezin. Zijn vader, Wilbur David Sanders, stierf toen hij zes jaar oud was. Omdat zijn moeder werkte moest hij voor het gezin koken. Door een valse geboortedatum op te geven kon hij op zestienjarige leeftijd in dienst treden bij het Amerikaanse leger. 
Op veertigjarige leeftijd verzorgde Sanders kipmaaltijden voor de klanten van een druk gebruikt tankstation in Corbin. Toen de verkoop van gebakken kip toenam maakte hij van het  motel tegenover het tankstation een kiprestaurant. Hij ontwikkelde destijds een eigen recept voor het garen van kippenvlees. Door de kip onder hoge luchtdruk klaar te maken werd de bereidingstijd ervan korter.
Nadat hij in de jaren 1950 de keten Kentucky Fried Chicken oprichtte, liet Sanders zijn snor en sik groeien en droeg hij een wit pak en een strikje. In het huidige logo van KFC (dat sinds november 2006 in gebruik is) draagt hij ook nog een rood schort, maar dat was toen niet het geval.
De titel Colonel heeft niets te maken met het leger. Deze komt van de eretitel Kentucky Colonel die in de staat Kentucky verleend wordt aan inwoners met een prijzenswaardige staat van dienst.

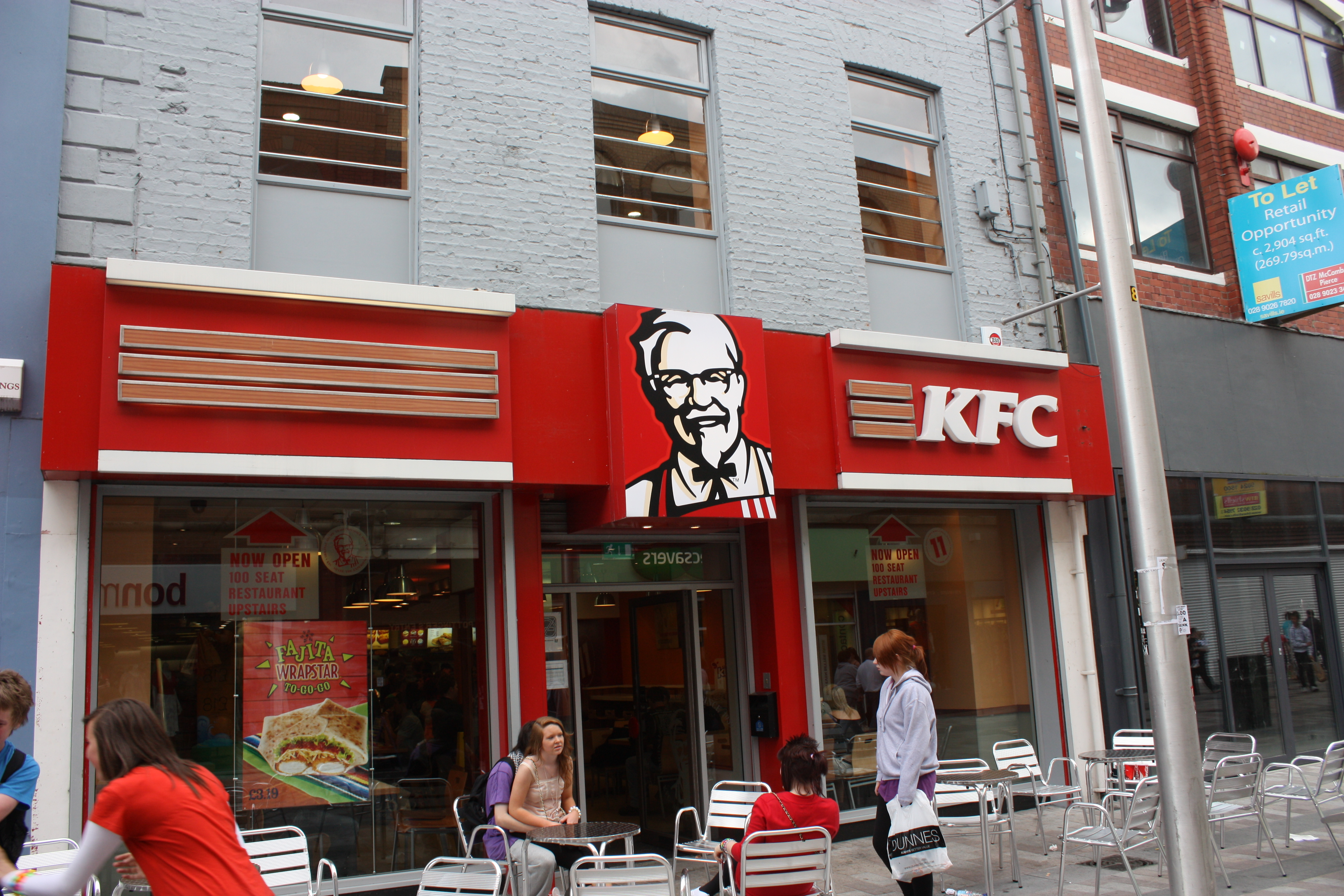
Een KFC-vestiging in Belfast met Sanders afgebeeld boven de ingang van het restaurant